# 경성전자고등학교
경성전자고등학교(慶星電子高等學校)는 대한민국 부산광역시 서구 서대신동3가에 있는 사립 고등학교이다.

## 학교 연혁
- 1952년 9월 25일 : 학교법인 국성학원 광성공업고등학교 설립인가(전기과, 건축과 인가)
- 1952년 9월 25일 : 제1대 김근제 교장 취임
- 1996년 10월 10일 : 학칙 변경 인가 (2부) 전기과 2학급, 전자과 3학급
- 1996년 10월 10일 : 학칙 변경 인가 (1부) 전기과 2학급, 전자과 6학급
- 1999년 9월 2일 :  학칙 변경 인가 - 경성전자정보고등학교로 교명 변경, 전기설비제어과(2학급), 멀티미디어과(2학급), 정보전자과(4학급) (계 8학급)
- 2007년 8월 21일 : 학칙 변경 인가 - 경성전자고등학교로 교명 변경, 전기제어과 3학급, 정보전자과 5학급(계 8학급)
- 2011년 8월 30일 : 부산광역시 교육감 지정 자동제어분야 특성화고등학교 인가
- 2019년 7월 2일 : 학과명 변경 인가(정보전자과에서 전자제어과로 변경)
- 2022년 9월 1일 : 제14대 하민용 교장 취임
- 2024년 1월 12일 : 제70회 졸업식(총 졸업생 수 28,570명)
- 2024년 3월 4일 : 입학식(122명)

## 설치 학과
- 전자제어과
- IOT전기과

## 참고 자료
- 경성전자고등학교 - 한국교육학술정보원 학교알리미